# François Berléand
François Berléand (Parijs, 22 april 1952) is een Frans acteur.
Hij werd aanvankelijk opgeleid voor het zakenleven en volgde daarnaast een opleiding tot acteur, een beetje tegen zijn zin. Na te zijn afgestudeerd schreef hij zich in voor een acteeropleiding van Tania Balachova, en ontmoette de regisseur Daniel Benoin. Onder diens regie speelde Berléand tussen 1974 en 1981 in een vijftiental stukken, zowel klassiek als modern.
Hij was lid van de Parijse theatergroep Équipe du Splendid die van eind jaren zeventig tot begin jaren tachtig in Parijse cafés en kleinkunsttheaters optrad. Tot zijn collega's behoorden Gérard Jugnot, Thierry Lhermitte en Christian Clavier.
In de jaren tachtig speelde Berléand een groot aantal bijrollen. Voor zijn rol in Ma petite entreprise (1999) van Pierre Jolivet kreeg hij in 2000 een César voor de beste mannelijke bijrol. In de jaren negentig was hij merendeels op televisie te zien. Zijn eerste grote rol in een speelfilm kreeg hij pas in Mon idole (2002) van Guillaume Canet, waarvoor hem in 2003 een César voor beste acteur werd toegekend.

Hij werd internationaal bekend met zijn rol in de Frans-Amerikaanse actiefilms The Transporter, Transporter 2 en Transporter 3.
Berléand leeft samen met Alexia Stresi die hem in december 2008 de tweeling Adèle en Lucie schonk. Hij heeft daarnaast twee volwassen kinderen uit een eerdere relatie.

## Filmografie (selectie)
- 1982 - La Balance (Bob Swaim)
- 1987 - Au revoir les enfants (Louis Malle)
- 1995 - L'Appât (Bertrand Tavernier)
- 1995 - Un héros très discret (Jacques Audiard)
- 1996 - Capitaine Conan (Bertrand Tavernier)
- 1998 - Place Vendôme (Nicole Garcia)
- 1998 - L'École de la chair (Benoît Jacquot)
- 1999 - Ma petite entreprise (Pierre Jolivet)
- 1999 - La Débandade (Claude Berri)
- 1999 - Une pour toutes (Claude Lelouch)
- 1999 - Le Sourire du clown (Éric Besnard)
- 2000 - Les Acteurs (Bertrand Blier)
- 2002 - Mon idole (Guillaume Canet)
- 2004 - Les Choristes (Christophe Barratier)
- 2006 - L'Ivresse du pouvoir (Claude Chabrol)
- 2006 - Ne le dis à personne (Guillaume Canet)
- 2007 - La Fille coupée en deux (Claude Chabrol)
- 2008 - Le Transporteur 3 (Olivier Megaton)
- 2012 - Dead Man Talking (Patrick Ridremont)

- Bibsys: 5037323
- Biblioteca Nacional de España: XX1644226
- Bibliothèque nationale de France: cb14034146w (data)
- Catàleg d'autoritats de noms i títols de Catalunya: 981060545724506706
- CiNii: DA1630163X
- Gemeinsame Normdatei: 130586617
- International Standard Name Identifier: 0000 0001 1442 040X
- Library of Congress Control Number: no00030267
- MusicBrainz: 259f9959-fab6-4c21-b2bf-103151a56fcd
- Nationale Bibliotheek van Tsjechië: xx0151546
- Nationale Bibliotheek van Israël: 987007384344905171
- Nationale Bibliotheek van Polen: a0000001281748
- Nederlandse Thesaurus van Auteursnamen: 329371525
- SNAC: w6320sg7
- Système universitaire de documentation: 076059065
- Trove: 1447166
- Virtual International Authority File: 37116455
- WorldCat: E39PBJjMyB8x8C4Bhgqj8fryVC